# Schelsen
Schelsen ist ein Ortsteil von Mönchengladbach am Niederrhein und gehört zum Stadtbezirk Ost. Bis zum 22. Oktober 2009 war es ein eigenständiger Stadtbezirk von Mönchengladbach, beziehungsweise ein Teil des Stadtbezirks Giesenkirchen. Vorher gehörte der Ort zu Rheydt, das 1975 zu Mönchengladbach eingemeindet wurde. Am 30. Juni 2007 hatte Schelsen 2292 Einwohner, am 31. Dezember 2020 waren es 2060 Einwohner.

## Geschichte
Der Name Schechtelhausen, aus dem sich Schelsen entwickelte, taucht bereits im 12. Jahrhundert in Urkunden auf, etwa zur gleichen Zeit wie Giesenkirchen. Seit 1772 ist in den Urkunden von Schelsen die Rede. Bis zum Einzug französischer Truppen im Oktober 1794 gehörten Giesenkirchen, Zoppenbroich und Horst zum Kurfürstentum Köln, Dycker-Schelsen zur Reichsherrschaft Dyck. Zu Zoppenbroich gehörten: Bahner, Biesel, Schrödt, Eiger und Junker. Pesch, Leppershütte, Taubenhütte, Stadt, Looshof, Steinhausen und Horster-Schelsen gehörten zu Horst. Giesenkirchen umfasste das übrige Gebiet der gleichnamigen Gemeinde. Durch die Herrschaft der Franzosen wurden die Grenzen zwischen den bisherigen Hoheitsträgern abgeschafft.
Am 24. April 1816 entstand der neue Landkreis Gladbach, der zum Regierungsbezirk Düsseldorf in der preußischen Rheinprovinz gehörte. Bis zu dessen Auflösung am 1. August 1929 gehörte die Gemeinde Schelsen dem Kreis Gladbach an. Die Bürgermeisterei Schelsen als Gesamtgemeinde war untergliedert in die Spezialgemeinden Giesenkirchen und Schelsen, die jeweils über einen eigenen Gemeinderat verfügten. Für die Gesamtgemeinde existierte ein Bürgermeisterrat. Haushaltspläne wurden sowohl für die Spezialgemeinden als auch für die Gesamtgemeinde beschlossen. Im Zuge der kommunalen Neugliederung des Rheinisch-Westfälischen Industriegebietes, die der preußische Landtag am 29. Juli 1929 beschloss, wurde aus den Städten München-Gladbach, Rheydt und Odenkirchen, sowie den Gemeinden Schelsen und Hardt am 1. August des gleichen Jahres die Stadt Gladbach-Rheydt gebildet. Am 1. August 1933 wurde auf Beschluss des Reichsgerichts in Leipzig die junge Stadt wieder aufgeteilt.
Bei den ersten Wahlen nach dem Zweiten Weltkrieg und bei allen weiteren Wahlen wurde eine entscheidende Anzahl von Politikern aus Giesenkirchen in die Stadträte der Stadt Rheydt gewählt. Schelsen war einst geprägt von der Landwirtschaft. 1949 gab es 50 Bauernhöfe in Schelsen, heute sind es nur noch fünf. Viele Menschen lebten vom Verkauf von Sand, der in Liedberg gefördert wurde.
Im Jahre 1974 beschloss der nordrhein-westfälische Landtag in Düsseldorf das Gesetz zur Neugliederung des Raumes Mönchengladbach/Düsseldorf/Wuppertal. Zwischen den Städten Mönchengladbach/Rheydt und der Gemeinde Wickrath wurde ein Gebietsänderungsvertrag geschlossen. Dieser Vertrag beinhaltete auch, dass die neue Stadt Mönchengladbach in zehn Stadtbezirke eingeteilt wurde. Neben dem Stadtrat für die Gesamtstadt wurde in jedem Stadtbezirk eine Bezirksvertretung eingerichtet. Schelsen gehörte zur Bezirksvertretung von Giesenkirchen.
Am 22. Oktober 2009 wurde die Zahl der Stadtbezirke auf vier reduziert. Damit gehören die Stadtteile des ehemaligen Stadtbezirks Giesenkirchen nun zum Stadtbezirk Mönchengladbach Ost.

## Politik
Die Wahl zur Bezirksvertretung im September 2004 kam zu folgendem Ergebnis:
- CDU: 6
- SPD: 3
- Grüne: 1
- FDP: 1
- FWG: 1

Zum Bezirksvorsteher wurde Frank Boss (CDU) gewählt. Mitglieder des Rates der Stadt Mönchengladbach aus Giesenkirchen sind seit der Kommunalwahl 2004: Frank Boss (CDU/Direkt gewählt im Wahlkreis Giesenkirchen, Meerkamp, Tackhütte), Axel Zimmermann (CDU/Direkt gewählt im Wahlkreis Giesenkirchen, Schelsen, Ahrener Feld), Horst Peter Vennen (SPD/Ratsreserveliste), Oliver Büschgens (SPD/Ratsreserveliste) und Bernd Püllen (FWG/Ratsreserveliste)
Ratsmitglieder 2009
Giesenkirchen-Nord: Horst-Peter Vennen (SPD), Giesenkirchen-Süd: Ralf Kremer (CDU)
Von 2004 bis 2009 verlor die CDU in Giesenkirchen insgesamt über 50 Prozent ihrer Wähler. Der Giesenkirchener Hans-Willi Körfges (SPD) ist seit der Landtagswahl im Jahr 2000 Mitglied des Landtags von Nordrhein-Westfalen.

## Sehenswürdigkeiten
- Die moderne Kirche St. Josef, erbaut 1924 und 1938, steht unter Denkmalschutz.[3]